# St. Mauritius (Fremersdorf)

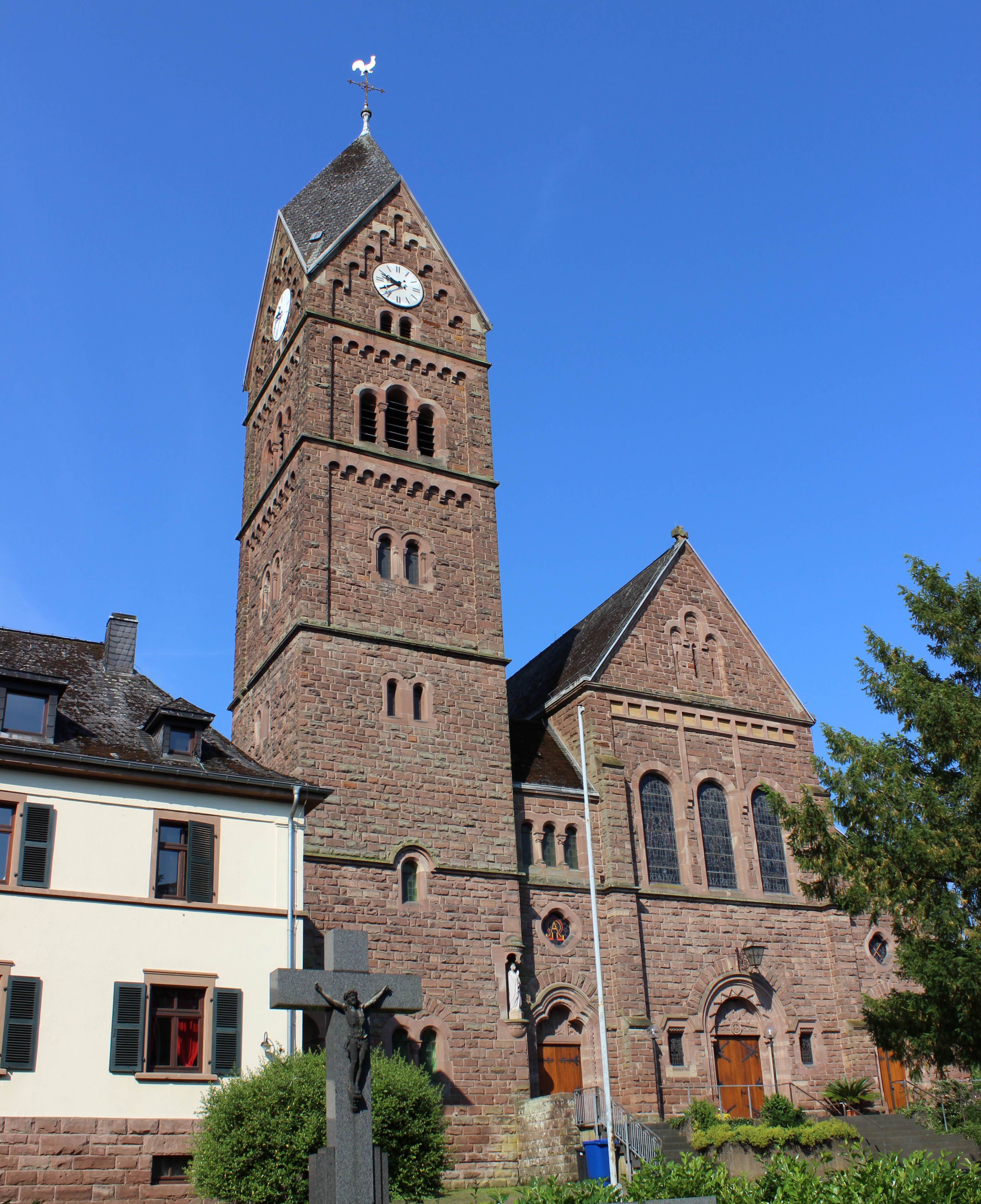
Die katholische Kirche St. Mauritius in Fremersdorf

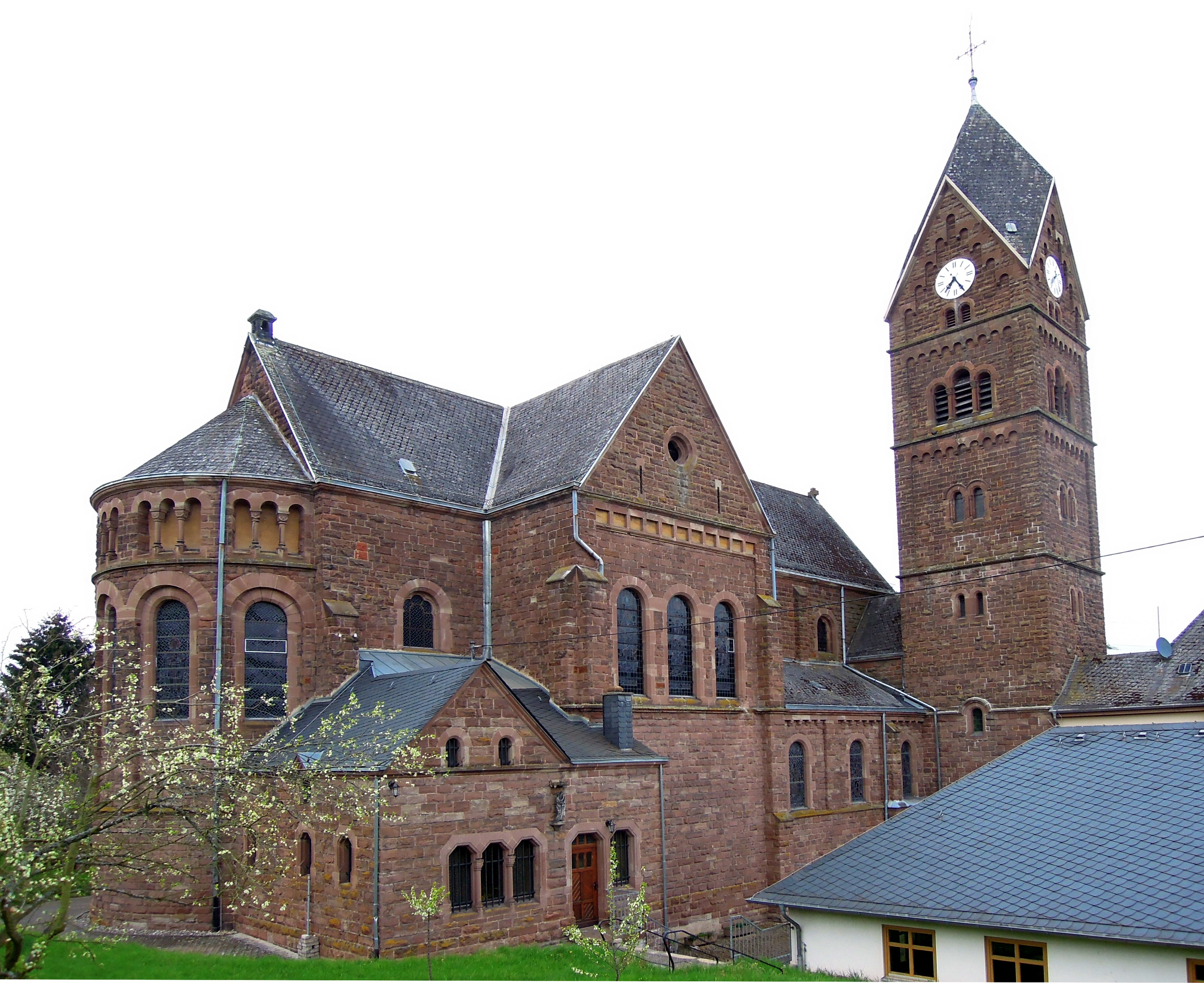
Weitere Ansicht der Kirche

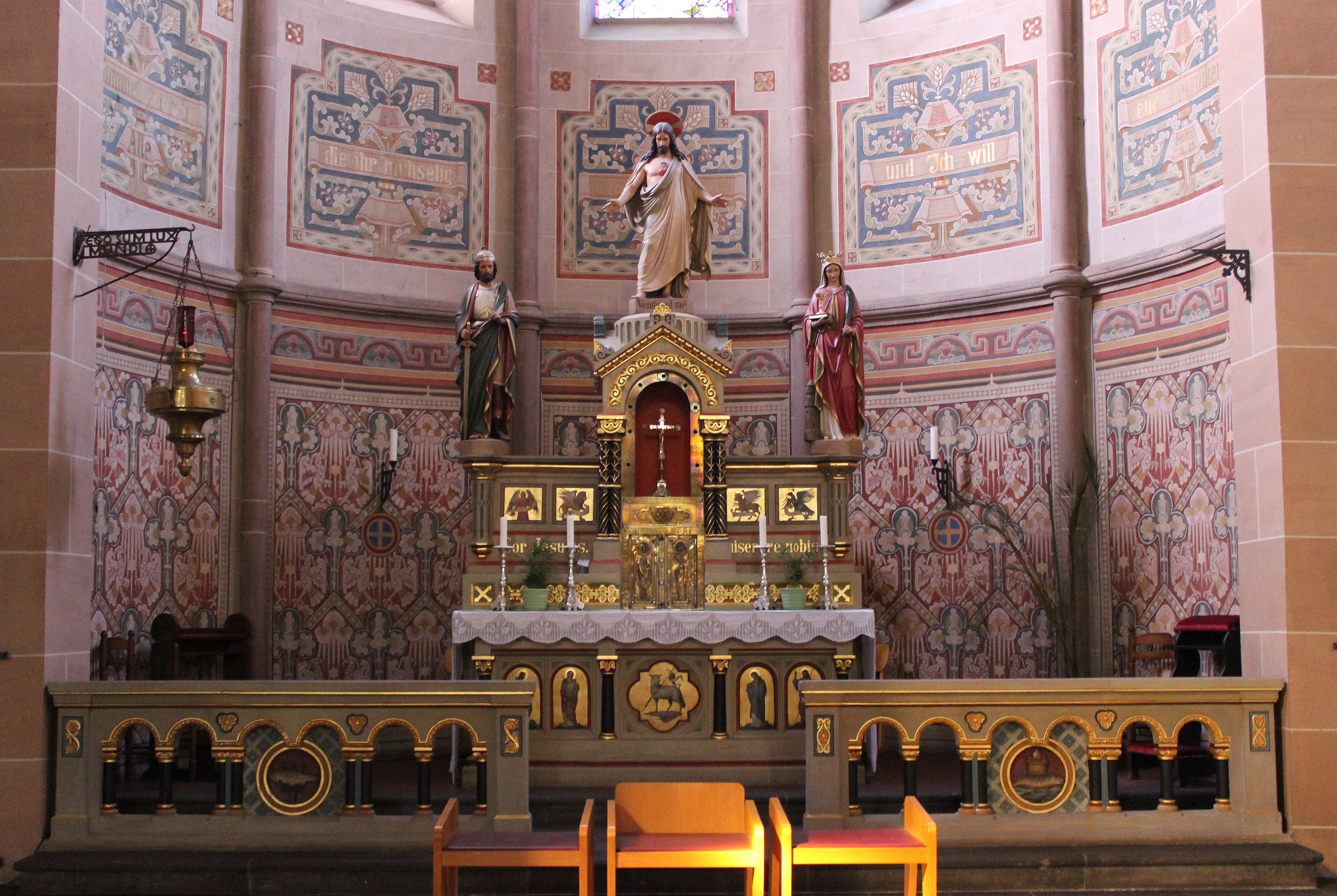
Hochaltar

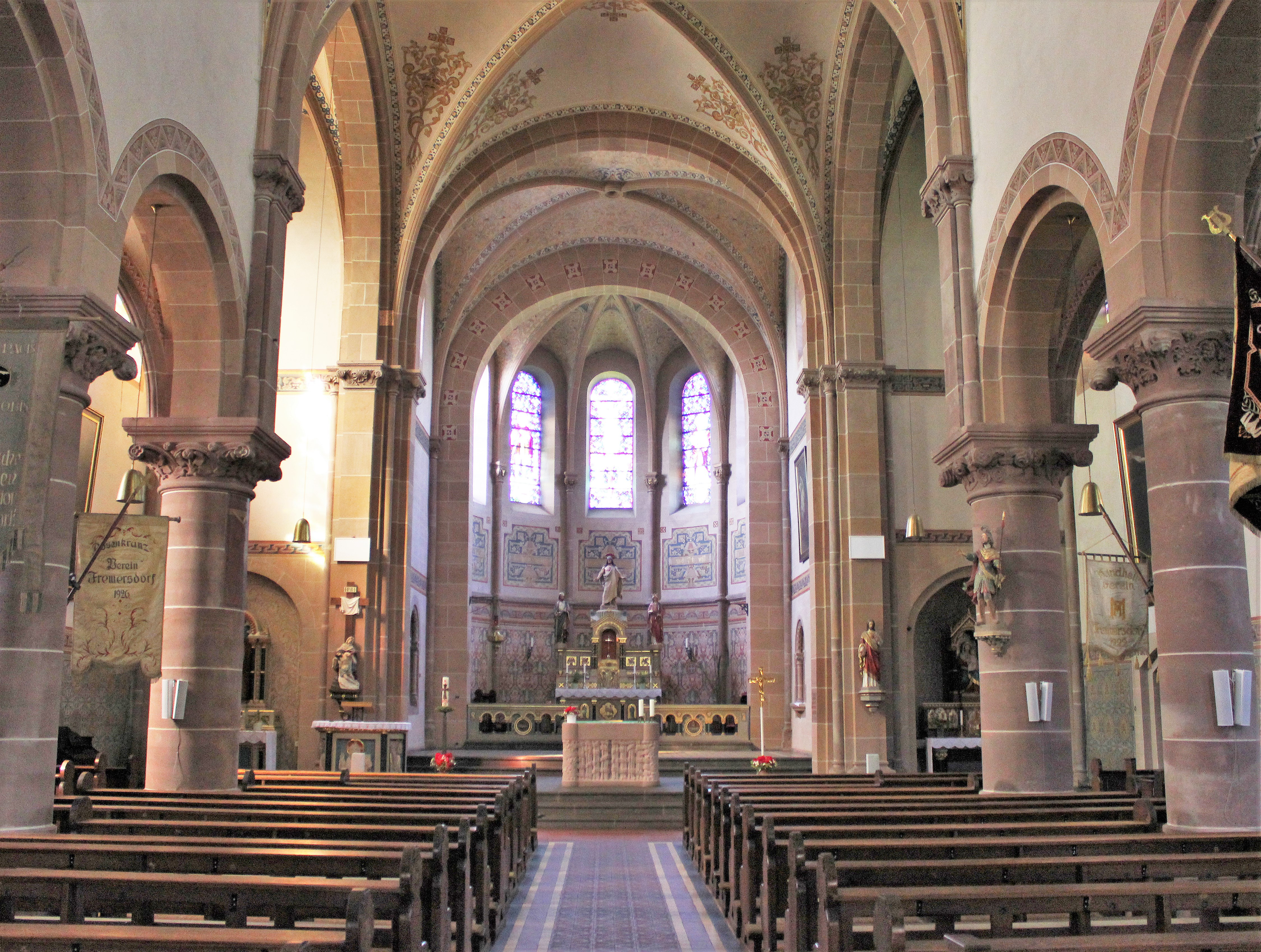
Blick ins Innere der Kirche

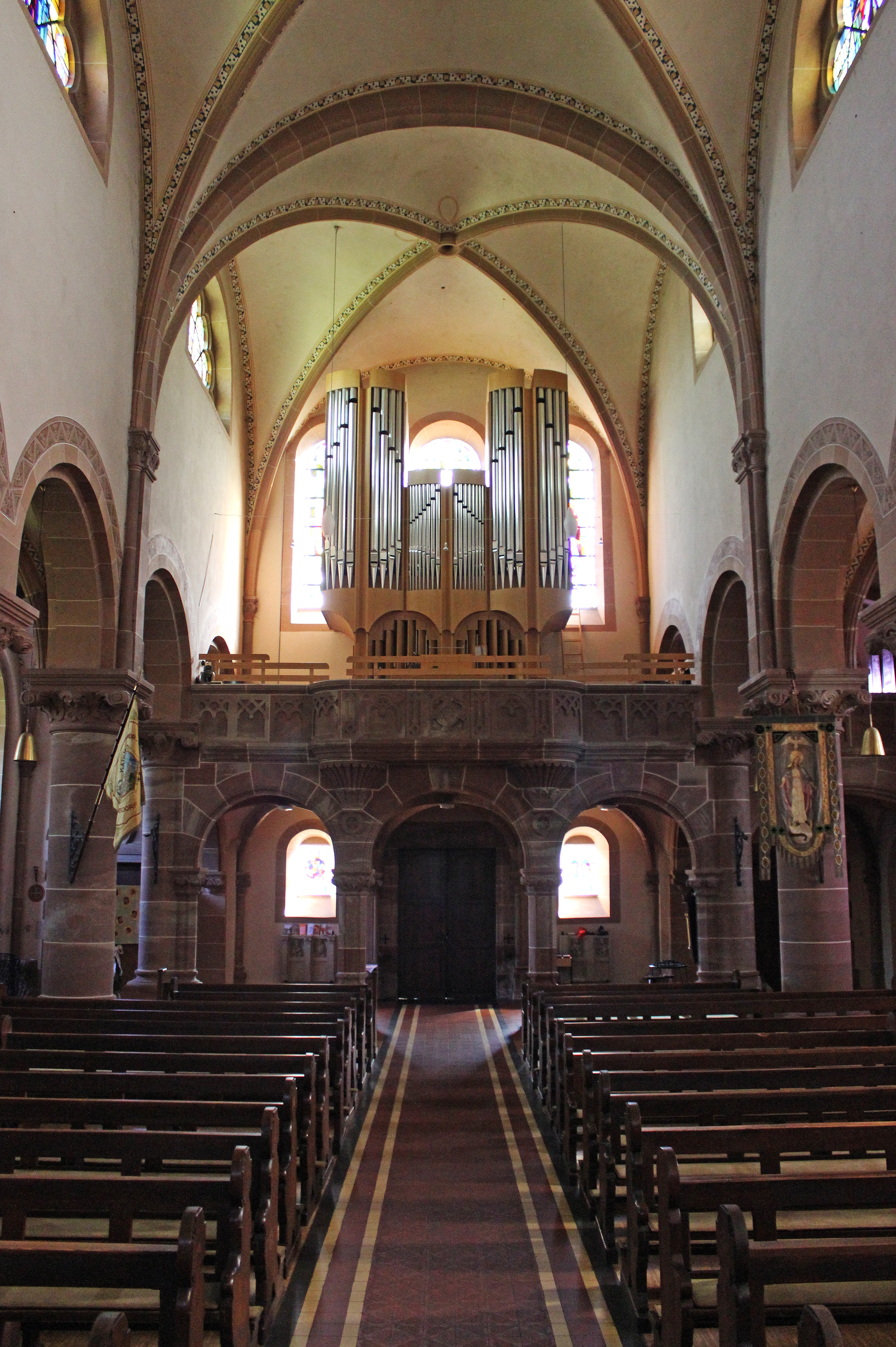
Blick zur Empore mit dem Prospekt der Klais-Orgel

Die Kirche St. Mauritius und St. Barbara ist eine römisch-katholische Pfarrkirche in Fremersdorf, einem Ortsteil der saarländischen Großgemeinde Rehlingen-Siersburg, Landkreis Saarlouis. Kirchenpatrone sind der heilige Mauritius und die heilige Barbara. In der Denkmalliste des Saarlandes ist die Kirche als Einzeldenkmal aufgeführt.

## Geschichte
Der Vorgängerbau der heutigen Pfarrkirche wurde 1816/17 errichtet. Der Bau des Turmes erfolgte 1829. Ausgestattet war diese Kirche mit Gegenständen aus einer Vorgängerkirche von 1726, die auf dem Friedhof von Fremersdorf stand und wegen Platzmangel und Baufälligkeit abgerissen werden musste, sowie mit der Turmuhr und einigen Statuen der 1797 abgerissenen Kapelle des Fremersdorfer Schlosses. Die Kanzel stammte aus der ehemaligen Mettlacher Abtei und befindet sich heute in der katholischen Pfarrkirche Dickenschied bei Kirchberg im Hunsrück. Im Jahr 1830 erhielt die Kirche eine Barockorgel der Brüder Franz Heinrich und Carl Stumm (Rhaunensulzbach/Hunsrück).
Nachdem die Kirche von 1816/17 zu klein geworden war, entschloss man sich zum Bau einer neuen Kirche nach Plänen des Architekten Wilhelm Hector (Saarbrücken-St. Johann). Baubeginn war im März 1911 und bereits im Juli 1912 konnte die Kirche fertiggestellt werden. In einem Steinbruch zwischen Fremersdorf und Mechern wurden die zum Bau benötigten Steine gebrochen, die dann entlang der Straße nach Rehlingen aufgestellt und dort bearbeitet wurden. Beim Kirchbau waren zahlreiche Steinhauer, Maurer und Gipser aus Fremersdorf beteiligt. Die Einweihung der neuen Kirche, die dem heiligen Mauritius und der heiligen Barbara gewidmet wurde, erfolgte am 13. Juli 1913 durch den Trierer Weihbischof Karl Ernst Schrod.
Während des Ersten Weltkrieges mussten im Juni 1917 zwei Glocken des aus drei Glocken bestehenden Geläuts zu Kriegszwecken abgegeben werden, wobei die dritte Glocke, die mit dem Uhrwerk der Turmuhr verbunden war, als Läuteglocke behalten werden konnte. Nach dem Krieg erfolgte die Anschaffung zweier neuer Glocken. Im Zweiten Weltkrieg mussten wiederum zwei Glocken abgegeben werden. Bei Kampfhandlungen Ende 1944/Anfang 1945, das Saartal bei Fremersdorf war zum Frontgebiet geworden, wo sich deutsche und US-amerikanische Truppen gegenüberstanden, wurde die Kirche stark beschädigt. Anfang 1950 begannen Renovierungs- und Erneuerungsarbeiten, die bis 1955 andauerten. Im Dezember 1955 erhielt die Kirche fünf neue Glocken.
In den Jahren 1980 bis 1985 wurde die Kirche einer Innenrenovierung nach Plänen des Architekten Elmar Kraemer (Saarbrücken) unterzogen.

## Architektur und Ausstattung
Das Kirchengebäude wurde als Basilika im Stil der Neuromanik errichtet und besitzt einen kreuzförmigen Grundriss. Der Turm ist seitlich an das Langhaus angebaut, das sich in ein Mittelschiff mit zwei Jochen und zwei Seitenschiffe mit vier Jochen untergliedert. An das Langhaus schließt sich ein Querschiff an, daran der Chor mit halbkreisförmiger Apsis. Die Decken der Schiffe werden von Kreuzrippengewölben geformt.
Noch aus der Vorgängerkirche stammt der Hochaltar, der 1859 bis 1861 von Steinhauer Michel Leuck (Fremersdorf) nach dem Plan des Malers Kiefer (Mettlach) geschaffen wurde. Das Gleiche gilt für die Seitenaltäre, den Marien- und Josefsaltar. Auch der Taufstein stammt von Leuck, der diesen 1865 nach dem Plan des Wallerfanger Architekten Alexander Franz Himpler anfertigte. Die Miniaturbilder auf dem Unterbau des Hochaltars sind Werke des Malers Heinrich Steffgen (Maar/Trier). Die erst seit 1951 an ihren jetzigen Plätzen stehenden Figuren des Hochaltars, eine Christus-Figur, die eine Kopie nach Bertel Thorvaldsen ist, sowie der Kirchenpatrone Mauritius und Barbara stammen aus früheren Fremersdorfer Kirchen. 
Nach Plänen des Architekten Ludwig Becker (Mainz) erfolgte eine Neugestaltung des Marienaltars, als dieser von der alten in die neue Kirche gebracht wurde. Für die Ausführung der Pläne zeichneten Steinhauer Wilhelm Folz (Fremersdorf) und Peter Hoffmann (Rehlingen) verantwortlich, während der Altaraufsatz ein Meisterstück eines jungen Steinhauers aus Münstermaifeld ist. Die aus Kastanienholz geschnitzte Herz-Jesu-Statue neben dem Marienaltar ist ein Werk des Bildhauers Kohlbeither (Koblenz).
Bildhauer Heinz Oliberius (St. Wendel) fertigte 1992 den im Chorraum aufgestellten Zelebrationsaltar aus Sandstein an, der einen 1967 aufgestellten Altar ersetzte, der nur als Provisorium gedacht war.
Weitere Ausstattungsgegenstände sind das Gemälde Erscheinung des Auferstandenen, ein Werk der „Malergräfin“ Octavie de Lassalle de Louisenthal (Schloss Dagstuhl), sowie ein Muttergottesmessgewand und ein Messgewand mit dem Bild des Pfarrpatrons St. Mauritius, die nach 1950 vom Mütterverein gestiftet wurden.
Die Kirchenfenster mit Heiligendarstellungen auf modernem Hintergrund lieferte die Firma Ehrismann und Lang (Straßburg-Robertsau). Von Bildhauer Frank (Trier) stammt das Muttergottesbild in einer Nische nahe dem Eingangsportal, das aus dem Holz einer Linde, die neben der alten Kirche stand, geschnitzt wurde.

## Orgel
Die Orgel der Kirche wurde von der Firma Klais Orgelbau (Bonn) erbaut. Die Fertigung des Instrumentes in der Bonner Werkstatt von Klais Orgelbau dauerte ein Jahr. Der Transport des Orgelwerkes von Bonn nach Fremersdorf erfolgte im September 1999, wo in den Folgemonaten der Aufbau und die Intonation stattfand. Die feierliche Orgelweihe nahm am 12. Dezember 1999 Regionaldekan Helmut Gammel vor. Im Hinblick auf die geplante Klais-Orgel wurde bereits 1997 die Empore, auf der die Orgel aufgestellt ist, restauriert und umgebaut.
Die Vorgängerorgel, die die Firma Haerpfer & Erman (Boulay/Lothringen) im Jahr 1959 erbaute, wurde an die Pfarrgemeinde Christkönig in Trier verkauft und 2001 dort aufgestellt.
Der deutsche Orgelbauer Klais gab dem neuen Instrument französische Registernamen, während das Vorgängerinstrument des französischen Orgelherstellers Haerpfer & Erman von 1959 für eine Kirche im damals erst für kurze Zeit wieder zu Deutschland gehörenden Saarland bewusst deutsche Registernamen erhalten hatte. Die Haerpfer & Erman-Orgel hatte elektropneumatische Kegelladen und elektrische Registertraktur sowie folgende Disposition:
| I Hauptwerk C–g3 |                  |       |
| 1.               | Prinzipal        | 8′    |
| 2.               | Lieblich Gedeckt | 8′    |
| 3.               | Praestant        | 4′    |
| 4.               | Oktave           | 2′    |
| 5.               | Mixtur IV        | 1 ⁄3′ |

| II Schwellwerk C–g3 |              |        |
| 6.                  | Weidenpfeife | 8′     |
| 7.                  | Koppelflöte  | 8′     |
| 8.                  | Rohrflöte    | 4′     |
| 9.                  | Nasat        | 2 ⁄3′  |
| 10.                 | Nachthorn    | 2′     |
| 11.                 | Terz         | 1 3⁄5′ |
| 12.                 | Trompete     | 8′     |

| Pedal C–f1 |            |     |
| 13.        | Subbaß     | 16′ |
| 14.        | Oktavbass  | 8′  |
| 15.        | Gedecktbaß | 8′  |
| 16.        | Flachflöte | 4′  |

- Koppeln:
  - Normalkoppeln: II/I, I/P, II/P
  - Suboktavkoppeln: II/I
  - Superoktavkoppeln: II/I
- Spielhilfen: 1 freie Kombination, Piano, Tutti

Die neue Klais-Orgel ist ein Schleifladen-Instrument und verfügt über 22 (24) Register, verteilt auf zwei Manuale und Pedal. Die Spieltraktur ist mechanisch, die Registertraktur ist elektrisch. 
Die Disposition lautet wie folgt:
| I Hauptwerk C–a3 |               |       |
| 1.               | Bourdon       | 16′   |
| 2.               | Montre        | 8′    |
| 3.               | Bourdon       | 8′    |
| 4.               | Prestant      | 4′    |
| 5.               | Doublette     | 2′    |
| 6.               | Mauritius III | 2 ⁄3′ |
| 7.               | Fourniture IV | 1 ⁄3′ |
| 8.               | Trompette     | 8′    |
| 9.               | Voix humaine  | 8′    |

| II Récit expressif C–a3 |                      |        |
| 10.                     | Flûte harmonique     | 8′     |
| 11.                     | Viola di Gamba       | 8′     |
| 12.                     | Voix céleste         | 8′     |
| 13.                     | Flûte à cheminée     | 4′     |
| 14.                     | Nazard               | 2 ⁄3′  |
| 15.                     | Flûte                | 2′     |
| 16.                     | Tierce               | 1 3⁄5′ |
| 17.                     | Trompette harmonique | 8′     |
| 18.                     | Hautbois             | 8′     |
|                         | Tremulant            |        |

| Pedal C–f1 |                     |         |
| 19.        | Soubasse            | 16′     |
| 20.        | Quinte              | 10 2⁄3′ |
| 21.        | Flûte               | 8′      |
|            | Bourdon (= Nr. 3)   | 8′      |
| 22.        | Bombarde            | 16′     |
|            | Trompette (= Nr. 8) | 8′      |

- Koppeln:
  - Normalkoppeln: II/I, I/P, II/P
  - Suboktavkoppeln: II/I, II/II
  - Superoktavkoppeln: II/I, II/II, II/P
- Spielhilfen: 4 × 64 (256) Setzerkombinationen, Alles Ab

## Glocken
Im Jahr 1955 goss die Saarlouiser Glockengießerei in Saarlouis-Fraulautern, die von Karl (III) Otto von der Glockengießerei Otto in Bremen-Hemelingen und dem Saarländer Alois Riewer 1953 gegründet worden war, für die St.-Mauritius-Kirche in Fremersdorf vier neue Bronzeglocken mit den Schlagtönen: d′ – e′ – fis′ – a′. Die Glocken haben folgende Durchmesser: 1402 mm, 1249 mm, 1120 mm, 935 mm. Sie wiegen: 1600 kg, 1150 kg, 800 kg, 480 kg.